# Iloczyn podprosty
Iloczyn podprosty – w algebrze abstrakcyjnej (w tym algebrze uniwersalnej, teorii grup, teorii pierścieni i teorii modułów) taka podalgebra iloczynu prostego, która w całości zależy od wszystkich jej czynników, ale niekoniecznie stanowi ich pełny iloczyn prosty. Pojęcie zostało wprowadzone przez Garretta Birkhoffa w 1944 roku, okazawszy się potężnym uogólnieniem iloczynu prostego.

## Definicja
Iloczyn podprosty to taka podalgebra (w sensie algebry uniwersalnej) {\displaystyle A} iloczynu prostego {\displaystyle \textstyle \prod _{i}A_{i},} dla której każdy indukowany rzut jest suriekcją (gdzie rzut indukowany oznacza złożenie {\displaystyle \pi _{j}\circ \iota \colon A\to A_{j}} rzutu {\displaystyle \textstyle \pi _{j}\colon \prod _{i}A_{i}\to A_{j}} z włożeniem podalgebry {\displaystyle \textstyle \iota \colon A\to \prod _{i}A_{i}}).